# Іоанна I (графиня Омальська)
Іоанна Даммартенська (бл. 1220 — 16 березня 1279) — королева-консорт Кастилії та Леону, графиня Понтьє та Омаля. Дочка Симона, графа Омальського та його дружини Марії І, графині Понтьє. Друга дружина Фернандо III, короля Кастилії та Леону.

## Біографія
У родині Симона і Марії народилося чотири дочки, Іоанна була старшою з них. Точний рік народження Іоанни невідомий. Передбачається, що вона народилася близько 1220 року. Оскільки синів у родині не було, Іоанна стала спадкоємицею всіх володінь матері. А в 1234 році Жанна стала спадкоємицею і графства Омаль, відібране в 1214 році через участь Симона і його старшого брата Ренальда в повстанні знаті проти короля Філіппа II Августа, воно було повернуто Бланкою Кастильскою, регенткою Франції при малолітньому королі Людовику IX, Симону.
Як багата спадкоємиця, Іоанна стала бажаною нареченою. У 1234 році на неї звернув увагу король Англії Генріх III. Молодий король, який бажав відвоювати у Франції Нормандію, відібрану в 1204 році королем Філіпом II Августом у батька Генріха, потребував базу для вторгнення на континент. Такою ідеальною базою для вторгнення могло б стати графство Понтьє. Крім того, багатство Іоанни могло б піти на фінансування армії. В результаті король Генріх домовився з батьками Іоанни про шлюб, отримавши їх згоду, а також запросив папського дозволу на шлюб — оскільки Іоанна доводилась Генріху близькою родичкою, дозвіл було необхідним.
Однак в шлюбні плани Генріха втрутилася Бланка Кастильська. Вона відправила в Рим офіційну скаргу, повідомляючи про те, що шлюб Генріха і Іоанни неприпустимий з канонічного права. Крім того батько Жанни, свого часу був змушений замість вибачення за виступ проти короля дати обіцянку королю Людовику VIII, що він не видасть заміж своїх старших дочок без дозволу короля Франції. Бланка від імені свого сина-короля нагадала Симону про цю обіцянку, пригрозивши в разі укладення шлюбу позбавити Симона володінь. У підсумку заручини були розірвані, а Генріх в 1236 році одружився з Елеонорою Прованською.
В кінці 1235 року померла Єлизавета Гогенштауфен, дружина Фердинанда ІІІ (короля Леону та Кастилії), племінника Бланки Кастильської. Стурбована тим, що Фердинанд міг виявитися залучений в союз проти Франції, Бланка вирішила одружити його вдруге. Вибір припав на Іоанну Даммартен, руку якої Бланка запропонувала своєму племіннику. Шлюб був укладений в жовтні 1237. Одночасно Бланка могла гарантувати, що багаті володіння, спадкоємицею яких була Іоанна, не перейдуть в руки ворогів короля Франції. Оскільки у Фердинанда від першого шлюбу вже було кілька дітей, тому імовірність того, що володіння Іоанни будуть успадковані королями Кастилії та Леону була мала.
Від шлюбу Фердинанда та Іоанни народилося 4 сина (двоє померли в дитинстві) і дочка. Старший з синів Фердинанд, повинен був стати спадкоємцем матері.
У 1239 році помер батько Іоанни, Симон. В результаті Іоанна стала графинею Омаля. А в 1250 році померла і її мати Марія Понтьє, після чого до особистих володінь Іоанни приєдналися графства Понтьє і Монтрей. Однак вона продовжувала супроводжувати свого чоловіка і жила в його королівстві.
У травні 1252 помер король Фердинанд III. Новим королем Кастилії і Леона став Альфонсо X, син Фердинанда від першого шлюбу. Іоанна досить швидко посварилася зі своїм пасинком через її вдовину частку. Для того щоб отримати належні їй землі і доходи Іоанна в 1253 році вступила до союз з Фадріке, одним з братів Альфонсо X. Фадріке також був незадоволений тим, що брат виділив йому тільки частину володінь, заповіданих йому батьком. Крім того, Іоанна вступила в союз зі своїм колишнім нареченим, англійським королем Генріхом III, син якого Едуард повинен був одружитися з дочкою Іоанни Елеонорою. В результаті відносини Іоанни і Альфонсо X зіпсувалися остаточно і в 1254 році, незадовго до шлюбу дочки, Іоанна разом зі старшим сином і спадкоємцем Фердинандом перебралася в Понтьє.
У 1260 році померла графиня Булоні Матильда Даммартенська, двоюрідна сестра Іоанни. Єдиний син Матильди відмовився від прав на спадщину матері, тому розгорілася суперечка за успадкування Булонського графства. Права на Булонь предявила і Іоанна, однак Паризький парламент, розглянувши претензії спадкоємців Матильди, визнав графинею Аделаїду Брабантську.
В останні роки правління Іоанни гостро постала проблема спадщини. Старший син Фердинанд, якого вона зробила своїм співправителем, помер в 1264 році, залишивши сина Іоанна. Згідно із законом про спадкування, який діяв в Понтьє, спадкоємцем став другий син Іоанни Людовик (сеньйор Марчена та Суерос). Однак і він помер раніше матері. Спадкоємицею в результаті стала дочка Іоанни Елеонора. Іоанна була не дуже задоволена тим, що її володіння перейдуть королям Англії, тому вона заповіла графство Омаль своєму онукові Іоанну.
Іоанна померла 16 березня 1279 року в Аббевілі і була похована в абатстві Валлуар. Елеонора Кастильська та її чоловік Едуард I, після вступу в спадщину були змушені швидко оплатити величезні борги, які Іоанна набрала в Понтьє, щоб не дати приводу королю Франції втрутитися в справи графства.

## Сім'я

### Чоловіки
- Фердинанд III (король Леону) (24 червня 1201[2] — 30 травня 1252) — король Кастилії (з 31 серпня 1217) і Леону (з 24 вересня 1230). Представник динстії Івреїв. Одружився з Іоанною в жовтні 1237.
- Іоанн I (сеньйор Фалві) (? — 2 лютого 1292) — сеньйор Фалві та де ла Ерель. Одружився з Іоанною в 1254.

### Діти
- Від першого чоловіка:

1. Фердинанд (1238–1264) — граф-співправитель Омаля, барон Монтгомері та Нуаєля.
2. Елеонора (осінь 1241 — 28 листопада 1290) — графиня Понтьє, королева-консорт Англії. Перша дружина короля Англії Едуарда І.
3. Людовик (1243–1279) — сеньйор Марчени, Суеросу, Суереду та Есканьюели.
4. Симон (1244)
5. Іоанн (1246)

- Від другого чоловіка:

1. Гвідо
2. Іда або Філіппа